# Ingrid van Houten-Groeneveld
Ingrid van Houten-Groeneveld, nizozemska astronomka, * 1921, Berlin, Nemčija, † 30. marec 2015, Oegstgeest, Nizozemska.
Odkrila je številne asteroide, skupaj s Tomom Gehrelsom in možem Cornelisom. Delovali so na Observatoriju Mt Palomar. Gehrels je na Observatoriju z 48 palčnim (1219 mm) Schmidtovim daljnogledom (Daljnogled Samuela Oschina) izdeloval pregled neba. Plošče je poslal van Houtenovima na Observatorij Leiden, kjer sta jih pregledala za nove asteroide.
Po njej se imenuje asteroid 1674 Groeneveld.